# بادقپک‌های لانه‌چسبی
بادقپک‌های لانه‌چسبی (نام علمی: Collocalia) نام یک سرده از تبار بادقپک‌تباران است.